# Муравьёва, Прасковья Михайловна
Прасковья Михайловна Муравьёва (урождённая княжна Шаховская; 2 сентября 1788 — 10 февраля 1835, Вятка) — жена декабриста Александра Николаевича Муравьёва.

## Биография
Старшая дочь бригадира князя Михаила Александровича Шаховского от брака с графиней Елизаветой Сергеевной Головиной. Кроме неё в семье было ещё семь дочерей и сын. Княжна Полина, как называли её родные, получила хорошее образование, была отличной музыкантшей: её учителем был знаменитый тогда Фильд. По отзывам современников, отличалась привлекательностью, а за свои душевные качества была очень любима родными.
Война 1812 года разорила Шаховских, а смерть главы семьи в 1817 году усилила их бедственное положение. Современники видели в этом причину того, что княжны Шаховские так и не смогли составить себе достойные своей фамилии партии. Одним из прототипов образа «Княгини с шестью дочерьми» на страницах «Горе от ума» Александра Грибоедова стала княгиня Елизавета Сергеевна, регулярно появлявшаяся на балах с множеством дочерей.
Однако исторические факты не во всём совпадают с сатирическим литературным образом. Княжны Шаховские были девушками с довольно передовыми взглядами. В переписке с М. А. Волковой Прасковья Михайловна проявляет себя достаточно нетипично для женщин той эпохи. Она выступала за женскую самостоятельность в семье и обществе, была сторонницей женского образования и самообразования, и даже требовала от подруги осознания себя как свободной личности, вопреки стереотипному мнению света, что жизнь женщины заключается в том, чтобы любой ценой добиться удачного замужества, устроив тем свою жизнь. Для неё в браке без любви виделась гибель самостоятельного и мыслящего человека.
6 декабря (18 декабря) 1816 года Прасковья Михайловна познакомилась с полковником Генерального штаба Александром Муравьёвым, своим будущим мужем. Впоследствии он всегда отмечал дату первой встречи, и даже на внутренней стороне его обручального кольца была выгравирована надпись в память об этом событии. Осенью 1817 года состоялась помолвка.

## Супружество

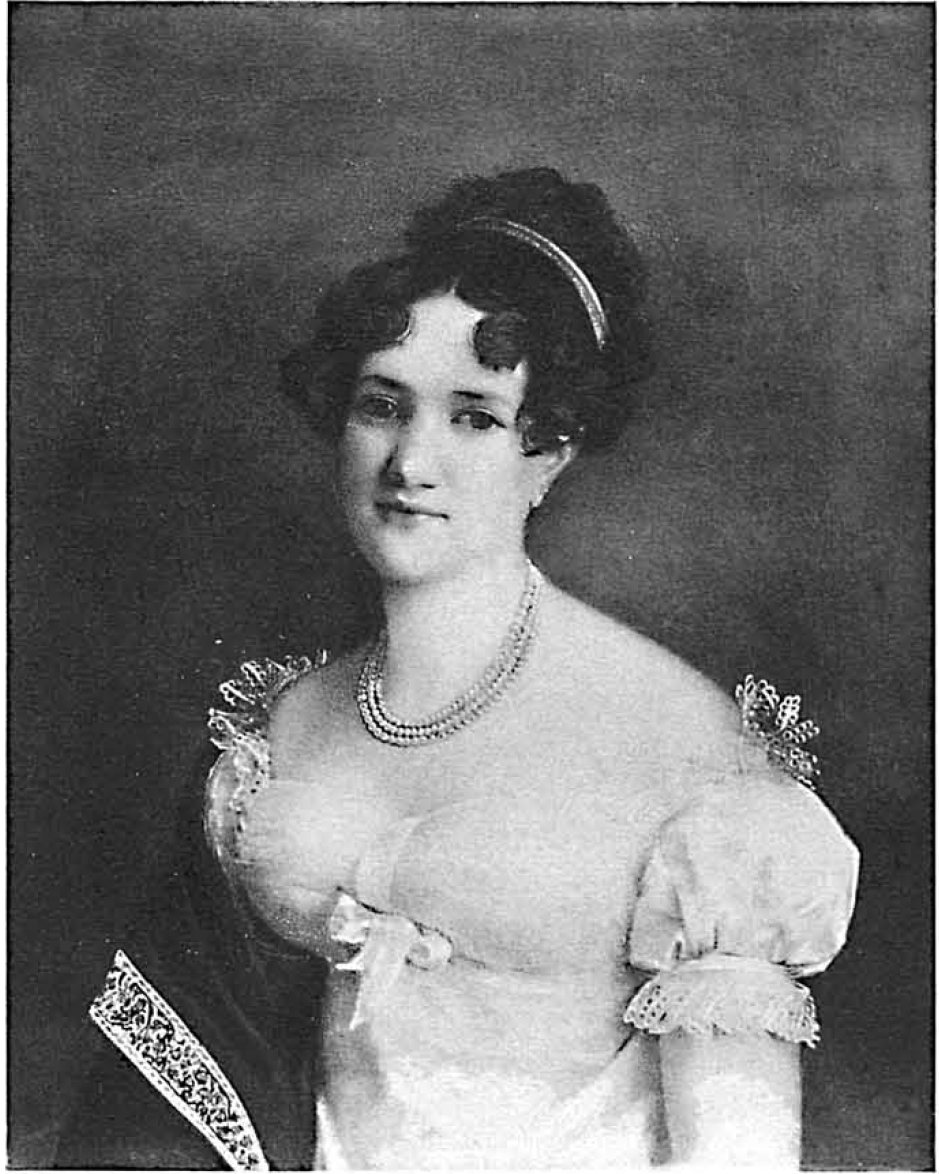
П. М. Муравьёва

7 октября 1818 года Прасковья Михайловна вышла замуж. Празднества состоялись в родовом селе Шаховских Белая Колпь Волоколамского уезда Московской губернии. Вскоре после свадьбы Александр Муравьёв вышел в отставку, и чета поселилась в данном в приданое за Прасковью Михайловну селе Ботове Волоколамского уезда, где они пользовались большой любовью у крестьян. Семейное счастье омрачалось смертью детей и болезнью: с начала 1820-х годов у Прасковьи Михайловны проявились признаки туберкулёза.
Друзья Муравьёва винили его супругу в том, что из-за её твёрдого характера он оставил политическую деятельность. Однако Прасковья Михайловна знала о убеждениях своего будущего мужа, бывшего одним из основателей тайного общества, и это её не смущало, а по свидетельству И. Д. Якушкина она даже «пела с ним Марсельезу». Она всегда с уважением относилась к интересам супруга, старалась понять его мысли и стремления и пыталась войти в круг его увлечений, будь то науки или религия, или философия. Так что причину сужения круга общения Муравьёва и разрыва с Союзом благоденствия скорее следует искать не в противлении со стороны жены, а в том факте, что на первое место в его жизни вышла его семья. Он писал:

«Такая дружеская доверенность, такое любовное равенство в брачном союзе привлекают благословение Божие!»— ОПИ ГИМ. Ф. 254. Оп. 1. Д. 368. Л. 43 об.
23 января 1826 года Александр Муравьёв как член тайного общества был арестован и заключён в Петропавловскую крепость. По свидетельству современников, арест мужа не стал для неё неожиданностью. Уже через день Прасковья Михайловна вместе с четырёхлетней дочерью Софьей последовала за мужем в Петербург, где старалась облегчить ему тяжесть заключения. Она писала ему письма со словами утешения, и писали даже, что «эта верная супруга ежедневно, в условленный час приходила под слуховое окошко, которое освещало камеру её мужа и, не видя друг друга, они грустно утешались мыслью, что находятся рядом». В конце апреля она добилась свидания. Х. Ганстен так пересказал её впечатления от этой встречи:

«Г-жа Муравьева описала, как она волновалась, когда в первый раз открылась дверь тюрьмы, и она увидела в чёрной вонючей дыре совершенно неузнаваемого своего мужа: это был не тот сильный молодой человек, с которым она рассталась. Муравьев, с серым, усталым лицом, с длинной бородой, плохо одетый, протянул к ней дрожащие руки; сколько ей надо было иметь сил, чтобы скрыть чувства, разрывавшие сердце»
По свидетельству её брата, князя В. М. Шаховского, это свидание не принесло облегчения, а только пошло во вред обоим: «Pauline нашла, что он чрезвычайно похудел и ослабел… Pauline после свидания сделалась гораздо печальнее и более беспокоится…» Впоследствии она дважды ездила к коменданту крепости, упрашивая его почаще выводить Муравьёва на прогулки, сочтя, что его болезненное состояние было вызвано недостатком свежего воздуха.
Узнав о предстоящей мужу ссылке в Сибирь, Прасковья Михайловна добилась высочайшего разрешения следовать за мужем. В её стремлении быть рядом с ним её не могли остановить ни маленькие дети, ни тяжелое материальное положение: Ботово было заложено в опекунском совете, а Муравьёв имел долгов на 102 тысячи рублей.

## Ссылка

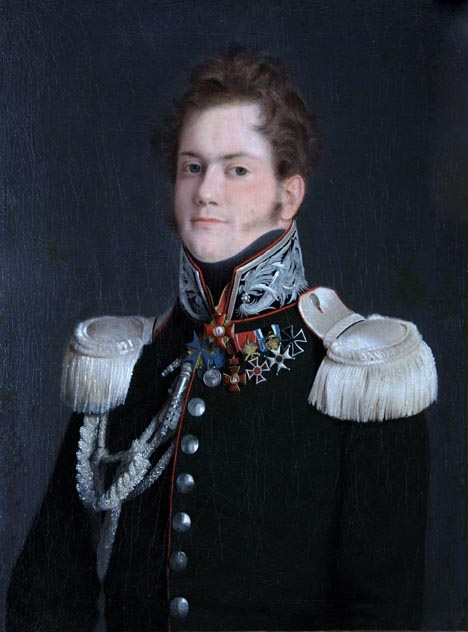
Александр Муравьёв

В ночь 7 на 8 августа 1826 года Александр Муравьёв был отправлен в ссылку, но уже к вечеру 7 августа Прасковья Михайловна с дочерью Софьей, была готова к отъезду в Якутск, став таким образом одной из первых жён декабристов, разделивших их участь. По особой инструкции Муравьёв ехал в ссылку отдельно от семьи, которая должна была ехать следом. Вместе с Муравьёвой ехали её сёстры Варвара, невеста декабриста П. А. Муханова, и Екатерина. До первой станции провожало их всё семейство Шаховских. Там же, на станции Пелла, состоялась встреча супругов. Жена В. М. Шаховского и сестра П. А. Муханова княгиня Е. А. Шаховская в своём дневнике описывала встречу так:

«Мы… остались у окна, и Полина одна пошла навстречу своему мужу. О, как они были счастливы… Через минуту бедная Полина упала без чувств. Александр был слишком слаб, чтобы отнести её наверх… Радость их была велика, но к ней примешивались скорбные воспоминания о… заключении и предвидение очень тяжелого будущего для всех…» — Дневник Елизаветы Александровны Шаховской // Голос минувшего. 1920-1921. С.108.
В Иркутске супругам разрешили дальше ехать вместе. Здесь им неофициально стало известно, что местом ссылки определён Верхнеудинск. Однако из Петербурга прибыл курьер с требованием срочной отправки ссыльного в Якутск. Муравьёвы были вынуждены немедленно выехать. Дорога была очень сложной, санный путь был очень плох, повозки постоянно проваливались в снег, опасаясь упасть в реку Муравьёв с женой шли пешком, причём Прасковья Михайловна несла на руках дочь. Но на третий день пути их догнал новый курьер с официальной бумагой о том, что необходимо ехать в Верхнеудинск, куда они и прибыли 5 февраля 1827 года.
Местный климат положительно сказался на здоровье Прасковьи Михайловны, её болезнь временно отступила. После всех неприятностей жизнь начинала налаживаться: «Полинино здоровье поддерживается… Что же касается до расположения друга её, то внешние спокойствие и тишина, их окружающие, возбуждают в нём с прежнею силою внутренний мир и совершенную покорность воле Всевышнего, что… восхищает чувствительную нашу Полин», — писала княжна Марфа Шаховская о жизни сестры в Сибири.
4 декабря 1827 года у Муравьёвых родилась дочь Прасковья, а через несколько дней пришло разрешения на вступление А. Н. Муравьёва в гражданскую службу в Восточной Сибири. Весной 1828 года он получил место иркутского полицмейстера, после чего семья оставила Верхнеудинск. Спустя ещё три года он был произведён в статские советники и определён председателем Иркутского губернского правления. По служебному положению Муравьёвы должны были держать свой дом открытым для общества. Однако их семейный уклад был столь необычен, что их посещало довольно мало гостей. Вместо общепринятых балов и обедов, они завели вечера для научно-философского общения и музыки. В ходе таких вечеров Прасковья Михайловна и познакомилась с норвежским учёным Х. Ганстеном, оставившим многочисленные сведения о чете Муравьевых. По её приглашению он прочитал в её гостиной лекцию о земном магнетизме. Аналогичную «светскую» жизнь супруги вели и позднее в Тобольске.
31 августа 1830 года в семье появилось пополнение: «Она так счастлива, что… у неё сын родился!.. Наконец у нас сын — и сын Иоанн!» — писал А. Н. Муравьёв. В 1832 году Муравьёв получил назначение в Тобольск, и семья переехала туда. Осенью 1834 года И. Б. Цейдлер задержал письма княжны В. М. Шаховской и П. М. Муравьевой, адресованные П. А. Муханову, и спрятанные в посылке с семенами под двойным дном. И хотя письма были вполне безобидные, сама подобная переписка была незаконной. Глава III отделения А. Х. Бенкендорф требовал объяснений, Муравьёв объяснил этот случай излишней «женской мечтательности». Пришлось писать объяснительные письма с извинениями за свою легкомысленность и Шаховской с Муравьевой, это происшествие не повлекло за собой каких-либо последствий.
В январе 1833 года скончалась пятилетняя дочь Муравьёвых, Прасковья, бывшая всеобщей любимицей. Это заметно сказалось на здоровье Прасковьи Михайловны. «Любезная моя жена очень расстроена здоровьем. Она всякий день худеет более и более», — писал А. Н. Муравьев князю В. М. Шаховскому. Новый переезд, теперь в Вятку, тоже не лучшим образом сказался на её самочувствии. Скрывая скорбь о дочери, она продолжала заботиться о муже и детях, лишь в письмах родственниц можно узнать об её состоянии тяжёлой депрессии. «Она всевозможные старания употребляет, чтобы не предаваться своей скорби, …видя, как оное терзает и неизъяснимо беспокоит её неподражаемого мужа и нас всех, она делает все, что может, чтобы преодолеть себя…», — писала княжна Марфа Шаховская, приехавшая в Вятку летом 1834 года.
Состояние Прасковьи Михайловны ухудшалось, в начале декабря 1834 года она тяжело заболела. Александр Муравьёв ходатайствовал о переводе на службу в южные губернии, но было поздно. Она умерла, поручив мужа и детей своей сестре, княжне Марфе Михайловне Шаховской. Это было тяжёлым ударом для Александра Николаевича: «с ней он потерял все, что только можно назвать счастием на земле». Её тело было перевезено в Москву и похоронено в Симоновом монастыре (могила не сохранилась). Александр Муравьёв, лишённый права въезда в Москву, должен был остановиться в Перове и оттуда проследовать в монастырь, а вскоре он получил столь запоздавшее сообщение о переводе на службу в Таврическую губернию.

## Отзывы современников
В. Ф. Раевский писал о Прасковье Михайловне так:

«Нельзя было не уважать этой благородной, образованной и добродетельной женщины»— Раевский В. Ф. Материалы о жизни и революционной деятельности. Иркутск, 1983. Т. 2. С. 369.
Другую примечательную характеристику Муравьёвой оставил норвежский учёный Х. Ганстен, познакомившийся с ней в Сибири:

«У неё был ум мужчины, тело женщины и сердце ангела»— РГАЭ. Ф. 626. Оп. 1. Д. 14. Л. 73.
А сам Александр Муравьёв писал в одном из сибирских писем о супруге так: «Бог ей воздаст за её любовь, которую описать невозможно!»

## Семья
Супруги имели 3 сыновей и 4 дочерей:
- Михаил Александрович (15.06.1819—02.1822)
- Александра Александровна (1820—17.03.1820)
- Николай Александрович (09.02.1821—21.02.1821)
- София Александровна (31.01.1822—01.09.1851), умерла от туберкулеза в с. Осташево под Москвой.
- Елизавета Александровна (1823—1824)
- Прасковья Александровна (22.11.1827—1832)
- Иван Александрович (19.08.1830—18.12.1864), с 1849 года корнет лейб-гвардии Кавалергардского полка, с 1851 поручик. С 1857 адъютант генерал-губернатора Восточной Сибири Н. Н. Муравьева-Амурского, с 1858 года майор. С 1859 года назначен состоять по Министерству внутренних дел и командирован в Нижний Новгород в распоряжение отца. В 1861 году одновременно с уходом А. Н. Муравьева с поста губернатора уволен от службы в чине подполковника. Умер в Москве.